# ハイ!ハイ! パフィー・アミユミ

『ハイ!ハイ! パフィー・アミユミ』（英語: Hi Hi Puffy AmiYumi）は、PUFFYをモデルにしたアメリカのアニメ。アメリカ合衆国のアニメ専門局、カートゥーン ネットワーク制作。全3シリーズが制作され、全39回が製作された。

## 概要
プロデューサーのサム・レジスターが在米日本人向けのテレビ放送でPUFFYを見たことがきっかけで、PUFFYはカートゥーン ネットワーク制作のヒーローアニメ『ティーン・タイタンズ』の主題歌を歌い、それが人気を得たことからPUFFYを主役にしたアニメが作られることになった。PUFFYの2人はオープニングとエンディングの実写パートで登場し、主題歌・挿入歌も担当している。
アニメーションは同時期に開始した『フォスターズ・ホーム』と同様のフラッシュアニメを採用しており、当時としても数少ないアメリカ純国産作品として制作されている。
2004年11月19日に放送スタート。2005年4月22日から第2シリーズが、2006年2月17日から第3シリーズが放送された。しかし2006年6月27日の新規放送分を以て打ち切りとなった。
キッズ層（8～12歳）の女子をターゲットとしており、アメリカでの初回視聴率は2歳～11歳で3.9%、6歳～11歳で4.9%だった。カートゥーン ネットワークの初回視聴率にしては最高の記録となっている。

## ストーリー
世界を回る公演ツアー中（話の時代が中世や原始時代のときもある）、楽天家のアミ（大貫亜美）と皮肉屋のユミ（吉村由美）が、パフィーのファンやマネージャーらと繰り広げる珍道中を描く。なぜかユミはパンク・ロックやヘヴィメタル好きのギタリストという設定になっている。二人はジャンケンとテキライという二匹のネコを飼っていて、ネコとマネージャーのカズ（原田公一）とイヌのドーモしか出てこない回もある。英語版ではアミとユミのセリフの一部に日本語が含まれている事がある。

## 登場キャラクター
声の表記は「日本語版 / 英語版」。
アミ（Ami）
声 - 小林希唯 / ジャニス・カワエ
本名は大貫亜美。ユミの相方。髪の色はピンク色。服はワンピースを着ている。両手首にブレスレットをしている。ユミ曰く、左足にウサギ型のシミがあるらしい。元気があり、臨機応変な楽天家だが、ユミの暴走を止めたり、続出するハプニングの解決策を考えたりと、リーダー的な所もあり、負けず嫌いで、いじめっこには立ち向かう強さもある。また、一角獣を「かわいいポニーちゃん」と呼ぶなど、かなりのロマンチストで天然キャラでもある。少し不思議ちゃんで可愛いものが好き。自分の集めているものがどうしても集まらないと精神的におかしくなる。日記をつけていて、一度ハーモニーに日記を取られて読まれた事があるが、内容はすべて彼女が知っているものだった。ジュリーの事が苦手。
ユミ（Yumi）
声 - 小島幸子 / グレイ・デライル
本名は吉村由美。アミの相方。髪の色は紫色。右目が隠れ気味。服はどくろのパンク系で首と手首にハードゲイ風のチョーカーとブレスレット。皮肉屋で、クールかつ現実的な性格。めったと物に目を奪われない。カズの事は一応親友と言っているが、それらしい言動はあまりない。だが、面に出さないだけで本当は彼を大切に思っている。夜遅くまで帰ってこなかったアミを心配するなど、優しい面もあり、たまに女の子らしさを見せる。ピエールに告白された事もある。稀に八重歯が見える。学校でリス語を2年間習っていて、リスクラブの部長だった（リス語が少し話せる）。ニワトリとも会話が出来る。オペラの才能があるが、本人は全くやる気がない。アミ曰く、ギターを持つ手が逆向き。アチャの事が苦手。
カズ（Kaz）
声 - 石住昭彦 / キーオン・ヤング
本名は原田公一。PUFFYのマネージャー兼ツアートラックの運転手。背が低く、丸いメガネとヒゲがトレードマーク。善良で真面目だが、かなり金にがめつい。その性格故になにかとトラブルを起こしたり、誤った判断をしたりすることもある。ジャンケン、テキライとはケンカばかりしているが、いつも負けている。
ジャンケンとテキライ（Jang Keng and Tekirai）
声 - 小林希唯、小島幸子 / グレイ・デライル、ジャニス・カワエ
アミとユミのペットの猫。白くてふわふわしている方がアミのテキライで、黒くてスラリとしている方がユミのジャンケン。カズをからかうのが大好きだが、たまに彼の行動によって被害にあうことも多数。2匹とも足が非常に速い。
ドーモ（Domo）
声 - 石住昭彦 / キーオン・ヤング
カズのペットの犬。カズによく似た顔をしている。キャットフードが好物。
ハーモニー（Harmony）
声 - 新井里美 / サンディ・フォックス
PUFFYの大ファン。いつも棒つきキャンディーを持っている。ファンのコンテストの優勝者でもある。くだらない豆知識をたくさん持っている。しつこくて少し図々しい性格。自称「最強のPUFFYファン」。その行動力は計り知れず、ストーカー並にどこからでも出てくる。ユミを舐めたこともある。
ジュリー（Julie）
声 - 水谷優子 / ララ・ジル・ミラー
「ジュリー・アミユミ」のみに登場するパフィーの旧メンバー。髪の色は緑色。服は白いシャツに黒いジャケット、ブルーのジーンズに黒のブーツ。楽器はキーボードギター。ユミの事は普通に「ユミ」と呼ぶ等、ユミに対しては親切にしていたが、アミに対しては「アーサー」と呼ぶ等そうでもなかった。アミにバンドを追い出される前に去って行った。
タレント・サッカー / ブラッドとニコライとミッチ（Talent Suckers / Vlad and Nicolai and Mitch）
吸血鬼のロックグループ。ボーカル担当がブラッド、ギター担当がニコライ、ドラム担当がミッチ。演奏のレベルが低く、3人ともニンニクが苦手。パフィーの才能を奪ったこともある。
アチャ（Atchan）
声 - 松野太紀 / ロブ・ポールセン
仮面ライダー風のコスチュームを身に付けたパンダ顔で、自称「ヒーロー」。アミの事は普通に「アミ」と呼ぶが、ユミの事は「紫頭」と呼ぶ。昔アミとユミと寿司食いねえクラブで一緒だった。実写パートにも数回登場している（演じているのは団長）。
チャド（Chad）
声 - 重松朋 / ケイティ・リー
カードゲームのキング。自信過剰のイヤなやつだが、アミには「強い男に弱い」、ユミには「悪に弱い」、「自信満々な男の人ってステキ」という理由で好かれている。
ジャニス（Janice）
チャドの彼女。
ピエール（Pierre）
声 - 天田有希子 / ケイティ・リー
アミのペンパル（文通相手）。詩人。さ行をしゃ行に変えて話す。喘息持ちで、胸に喘息止めの薬をぬっている。そのにおいが強烈で、他の物にもそのにおいが移ってしまうほど。パリに住んでると言っているがフランスのパリではなく、アイダホのパリ。ユミの事が好きで、特技はチェス。

## エピソード

### 第1シーズン
| 話数 （CNJP） | 話数 （TX） | サブタイトル               | 原題 | 日本放送日 （TX） | 日本放送日 （CN） | 備考  |
| ------------- | ----------- | -------------------------- | ---- | ----------------- | ----------------- | ----- |
| 1             | 1           | 最強のパフィーファン       |      | 2005年 10月6日    | 2006年 6月5日     | [ 4 ] |
| 1             | ?           | 盗まれた才能オーレ!        |      |                   | 2006年 6月5日     | [ 4 ] |
| 1             | ?           | ミニ・パフィー             |      |                   | 2006年 6月5日     | [ 4 ] |
| 2             | ?           | おまけ全部あつめろ！       |      |                   | ?                 | [ 4 ] |
| 2             | ?           | ニンジャになるんじゃ       |      |                   | ?                 | [ 4 ] |
| 3             | ?           | アミの秘密                 |      |                   | ?                 |       |
| 3             | ?           | あま～いトラブル           |      |                   | ?                 |       |
| 3             | ?           | めざせ！ダンスクイーン     |      |                   | ?                 |       |
| 4             | ?           | アミ、ワルになる           |      |                   | ?                 |       |
| 4             | ?           | パフィーロボ               |      |                   | ?                 |       |
| 4             | ?           | メタル・ブレス             |      |                   | ?                 |       |
| 5             | ?           | 正義の決闘                 |      |                   | ?                 |       |
| 5             | ?           | カードでバトル             |      |                   | ?                 |       |
| 5             | ?           | チーム・ティーン           |      |                   | ?                 |       |
| 6             | ?           | ユミがオペラ歌手？         |      |                   | ?                 |       |
| 6             | ?           | 農場を救え！               |      |                   | ?                 |       |
| 6             | ?           | ペンパル                   |      |                   | ?                 |       |
| 7             | ?           | アミユミ波にのる           | ?    | ?                 | ?                 | [ 5 ] |
| 7             | ?           | カズのデート               |      |                   | ?                 |       |
| 7             | ?           | 打倒！おぼっちゃま         |      |                   | ?                 |       |
| 8             | ?           | 神になったカズ             | ?    | ?                 | ?                 |       |
| 8             | ?           | アレルギー                 |      |                   | ?                 |       |
| 8             | ?           | スペース・アウト           |      |                   | ?                 |       |
| 9             | ?           | カズのおんがえし           | ?    | ?                 | ?                 |       |
| 9             | ?           | お寿司注意報               |      |                   | ?                 |       |
| 9             | ?           | フェイス・ブレース3000     |      |                   | ?                 |       |
| 10            | ?           | 宝の地図                   | ?    | ?                 | ?                 |       |
| 10            | ?           | カズとネコの対決           |      |                   | ?                 |       |
| 10            | ?           | マネージャー交代？         |      |                   | ?                 |       |
| 11            | ?           | 偉大なるマジシャン、カザム | ?    | ?                 | ?                 |       |
| 11            | ?           | パフィリシャス             |      |                   | ?                 |       |
| 11            | ?           | ライト！カメラ！危ないっ   |      |                   | ?                 |       |
| 12            | ?           | ファンクラブ               | ?    | ?                 | ?                 |       |
| 12            | ?           | ネコのうたた寝             |      |                   | ?                 |       |
| 12            | ?           | 迷信                       |      |                   | ?                 |       |
| 13            | ?           | カズのイメチェン           | ?    | ?                 | ?                 |       |
| 13            | ?           | ロボットをたおせ           |      |                   | ?                 |       |
| 13            | ?           | クルーズでバケーション！？ |      |                   | ?                 |       |

### 第2シーズン
| 話数 （CNJP） | 話数 （EX） | サブタイトル               | 原題 | 日本放送日 （EX） | 日本放送日 （CN） | 備考 |
| ------------- | ----------- | -------------------------- | ---- | ----------------- | ----------------- | ---- |
| 14            | -           | コイの言いなり             | ?    | なし              | 不明              |      |
| 14            | -           | 植樹祭                     | ?    | なし              | 不明              |      |
| 14            | -           | アミ・アミ                 | ?    | なし              | 不明              |      |
| 15            | -           | 面会時間                   | ?    | なし              | 不明              |      |
| 15            | -           | 子ネコ・コンテスト         | ?    | なし              | 不明              |      |
| 15            | -           | いただきます！             | ?    | なし              | 不明              |      |
| 16            | -           | 食いしん坊ユミ             | ?    | なし              | 不明              |      |
| 16            | -           | ボディーガード             | ?    | なし              | 不明              |      |
| 16            | -           | 聞くにたえない歌           | ?    | なし              | 不明              |      |
| 17            | -           | 救いの手                   | ?    | なし              | 不明              |      |
| 17            | -           | キレイ好き                 | ?    | なし              | 不明              |      |
| 17            | -           | 催眠術                     | ?    | なし              | 不明              |      |
| 18            | -           | アミの日記                 | ?    | なし              | 不明              |      |
| 18            | -           | タイム・オフ               | ?    | なし              | 不明              |      |
| 18            | -           | 防犯システム               | ?    | なし              | 不明              |      |
| 19            | -           | 仲間はずれ                 | ?    | なし              | 不明              |      |
| 19            | -           | キャンプの恐怖             | ?    | なし              | 不明              |      |
| 19            | -           | 監獄ロック                 | ?    | なし              | 不明              |      |
| 20            | -           | 3000年のアミユミ           | ?    | なし              | 不明              |      |
| 20            | -           | ジェットコースター         | ?    | なし              | 不明              |      |
| 20            | -           | オオカミ男、カズ           | ?    | なし              | 不明              |      |
| 21            | -           | スキーでバケーション！？   | ?    | なし              | 不明              |      |
| 21            | -           | つめとぎ大好き             | ?    | なし              | 不明              |      |
| 21            | -           | ジャニスにジェラシー       | ?    | なし              | 不明              |      |
| 22            | -           | 忠犬ドーモ                 | ?    | なし              | 不明              |      |
| 22            | -           | ユミがソロ活動！？         | ?    | なし              | 不明              |      |
| 22            | -           | ネコのいたずら             | ?    | なし              | 不明              |      |
| 23            | -           | 自称ヒーローの男           | ?    | なし              | 不明              |      |
| 23            | -           | 芸術家アミ                 | ?    | なし              | 不明              |      |
| 23            | -           | アミと一角獣               | ?    | なし              | 不明              |      |
| 24            | -           | ネコでひともうけ           | ?    | なし              | 不明              |      |
| 24            | -           | 運転上手なのは誰？         | ?    | なし              | 不明              |      |
| 24            | -           | 記録に挑戦                 | ?    | なし              | 不明              |      |
| 25            | -           | ロブちゃんを救え           | ?    | なし              | 不明              |      |
| 25            | 1           | ロックの怪人               | ?    | 2006年 7月5日     | 不明              |      |
| 25            | 1           | ペット大好き               | ?    | 2006年 7月5日     | 不明              |      |
| 26            | 2A          | 坂道カーレース             | ?    | 2006年 7月12日    | 不明              |      |
| 26            | -           | 帰ってきたタレントサッカー | ?    | なし              | 不明              |      |
| 26            | -           | ヨヨビア国名誉国民         | ?    | なし              | 不明              |      |

### 第3シーズン
| 話数 （CNJP） | 話数 （EX） | サブタイトル                 | 原題 | 日本放送日 （EX） | 日本放送日 （CN） | 備考                                           |
| ------------- | ----------- | ---------------------------- | ---- | ----------------- | ----------------- | ---------------------------------------------- |
| 27            | -           | パフィーの始まり             | ?    | なし              | 不明              |                                                |
| 27            | -           | コピーキャット               | ?    | なし              | 不明              |                                                |
| 27            | 2B          | ユミのスパイ大作戦           | ?    | 2006年 7月12日    | 不明              |                                                |
| 28            | -           | 誕生！自称ヒーローの男       | ?    | なし              | 不明              |                                                |
| 28            | 3           | マイ・パイの伝説             | ?    | 7月19日           | 不明              |                                                |
| 28            | 3           | ツアーバスの反乱？           | ?    | 7月19日           | 不明              |                                                |
| 29            | 4           | 映画スター、ユミ             | ?    | 7月26日           | 不明              |                                                |
| 29            | 4           | 新聞を回収せよ               | ?    | 7月26日           | 不明              |                                                |
| 29            | -           | お助けマン、ウォール         | ?    | なし              | 不明              |                                                |
| 30            | -           | マンガ まんが マンガ         | ?    | なし              | 不明              |                                                |
| 30            | -           | 寄生虫クラブ                 | ?    | なし              | 不明              |                                                |
| 30            | -           | 決闘                         | ?    | なし              | 不明              |                                                |
| 31            | 5           | 黄金のノミ                   | ?    | 8月2日            | 不明              |                                                |
| 31            | 5           | 黄金のノミ パート2           | ?    | 8月2日            | 不明              |                                                |
| 31            | 6           | ドラマに出演                 | ?    | 8月9日            | 不明              |                                                |
| 32            | 6           | 買い物しまくり               | ?    | 8月9日            | 不明              |                                                |
| 32            | 7A          | おばあちゃん                 | ?    | 8月16日           | 不明              |                                                |
| 32            | -           | ゾンビの復活                 | ?    | なし              | 不明              |                                                |
| 33            | 7B          | ロンドンでスクーターレース   | ?    | 8月16日           | 不明              |                                                |
| 33            | -           | ヨボヨボのアミユミ           | ?    | なし              | 不明              |                                                |
| 33            | -           | パントマイム                 | ?    | なし              | 不明              |                                                |
| 34            | 9           | ジャングル・パーティ         | ?    | 8月30日           | 不明              | アメリカで放送された最後のエピソードとなった。 |
| 34            | 9           | ウソかホントか               | ?    | 8月30日           | 不明              | アメリカで放送された最後のエピソードとなった。 |
| 34            | -           | 相撲力士カズ                 | ?    | なし              | 不明              | アメリカで放送された最後のエピソードとなった。 |
| 35            | 8           | 歯の妖精さん                 | ?    | 8月23日           | 不明              |                                                |
| 35            | 8           | アミは花形プレーヤー         | ?    | 8月23日           | 不明              |                                                |
| 35            | -           | どうなってるの？             |      | なし              | 不明              |                                                |
| 36            | 10A         | 縮んだパフィー               | ?    | 9月6日            | 不明              |                                                |
| 36            | -           | ツアーバスの始まり           | ?    | なし              | 不明              |                                                |
| 36            | 10B         | スペース・パフィー           | ?    | 9月6日            | 不明              |                                                |
| 37            | 11          | 邪悪なアミユミ               | ?    | 9月13日           | 不明              |                                                |
| 37            | 11          | バタースコッチ               | ?    | 9月13日           | 不明              |                                                |
| 37            | -           | 巨大ワニ ウォルド            | ?    | なし              | 不明              |                                                |
| 38            | 12A         | ディスコ・フィーバー         | ?    | 9月20日           | 不明              |                                                |
| 38            | 13B         | 散らかし放題                 | ?    | 9月27日           | 不明              |                                                |
| 38            | 12B         | 携帯貸して！                 | ?    | 9月20日           | 不明              |                                                |
| 39            | -           | マンガ まんが マンガ パート2 | ?    | なし              | 不明              |                                                |
| 39            | 13A         | ジュリー・アミユミ           | ?    | 9月27日           | 不明              |                                                |
| 39            | -           | フランケン・カズ 最終回      | ?    |                   | 不明              |                                                |

## 日本国内での展開
スカイパーフェクTV!他で放送されているカートゥーン ネットワークにおいて、2005年4月3日に第5話と第6話の日本語字幕版が先行放送されたことを皮切りに、2006年1月8日から（レギュラー放送は同年4月3日から）日本語吹き替え版が放送された。また、2006年6月5日からオリジナル英語版が放送されたが、後に放送終了となった（オリジナル版の前は日本語吹き替えと字幕が分離されており、また一部のシーンがカットされていた）。
本番組に関しては番組告知にまで提供クレジットが入っていた。以前はロッテ、アメーズユープランニング、キューンレコードも名を連ねていた。放送開始当初はディースリー・パブリッシャー、OLC・ライツ・エンタテインメントがスポンサーをしていた。
これとは別に、テレビ東京系列の「おはスタ」内で2005年10月6日まで日本語吹き替え版の放送され、オープニングおよびエピソードタイトルはローカライズされていた。2006年7月から9月まではテレビ朝日「Hi Hi PUFFY部」内でおはスタ版の続きとなるエピソードが放送された。
2005年後半頃から、日本でもアメリカから輸入されたキャラクター商品が、キディランドなどで販売されるようになった。
また、放送開始前には東京国際アニメフェア2005にて日本語吹き替え版（第5話のみ）が特別限定上映された。特別限定上映版ではパフィーの声は本人が演じている。
なお、CRパフィーのリーチの一部に、本作品のテーマ曲を元にした物がある。

## 音楽

### オープニングテーマ
『HiHi』
作詞・作曲・編曲 - Andy Sturmer / 歌 - PUFFY

### 挿入歌
『パフィーのルール』（最強のパフィーファン、チーム・ティーン）
作詞 - 奥田民生 / 作曲・編曲 - 古田たかし / 歌 - PUFFY
『海へと』（ニンジャになるんじゃ、運転上手なのは誰？）
作詞・作曲・編曲 - 奥田民生 / 歌 - PUFFY
『憂（UREI）』（盗まれた才能、カードでバトル）
作詞・歌 - PUFFY / 作曲 - Andy Sturmer
『愛のしるし』（ミニ・パフィー、ロックの怪人）
作詞・作曲 - 草野正宗 / 編曲 - 奥田民生 / 歌 - PUFFY
『春の朝』（ミニ・パフィー）
作詞・作曲 - 奥居香 / 編曲 - 奥田民生 / 歌 - PUFFY
『スイスイ』（めざせ！ダンスクイーン、アミの日記）
作詞 - 大貫亜美 / 作曲 - 奥田民生、PUFFY / 編曲 - 奥田民生 / 歌 - PUFFY
『これが私の生きる道』（パフィーロボ、カズのおんがえし、ヨボヨボのアミユミ）
作詞・作曲・編曲 - 奥田民生 / 歌 - PUFFY
『アジアの純真』（ユミがオペラ歌手？、スペース・アウト、寄生虫クラブ、おばあちゃん）
作詞 - 井上陽水 / 作曲・編曲 - 奥田民生 / 歌 - PUFFY
『日曜日の娘』（アミの秘密、農場を救え！）
作詞・作曲 - 奥田民生 / 編曲 - 笹路正徳 / 歌 - PUFFY
『K2G~君にGo~』（農場を救え！）
作詞・歌 - PUFFY / 作曲 - Andy Sturmer / 編曲 -
『さようなら』（農場を救え！）
作詞 - YO-KING / 作曲 - Andy Sturmer / 編曲 -  / 歌 - PUFFY
『サーキットの娘』（カズのデート、お寿司注意報、ライト！カメラ！あぶないっ、面会時間）
作詞・作曲・編曲 - 奥田民生 / 歌 - PUFFY
『Friends Forever』（打倒！おぼっちゃま）
作詞・作曲 - Andy Sturmer / 編曲 -  / 歌 - PUFFY
『Planet Tokyo』（宝の地図）
作詞・作曲 - Andy Sturmer / 編曲 -  / 歌 - PUFFY
『青い涙』（ファンクラブ、どうなってるの？）
作詞・作曲 - 三田二郎 / 編曲 - 奥田民生 / 歌 - PUFFY
『Forever』（カズのイメチェン）
作詞 - Andy Sturmer、PUFFY / 作曲 - Andy Sturmer / 編曲 -  / 歌 - PUFFY
『問答無用』（ロボットをたおせ！）
作詞・歌 - PUFFY / 作曲 - 橘厚也、八熊慎一 / 編曲 - SPARKS GO GO
『ブギウギNo.5』（おまけ全部あつめろ！、植樹祭、救いの手）
作詞・作曲・編曲 - 奥田民生 / 歌 - PUFFY
『Stray Cats Fever』（食いしん坊ユミ）
作詞 - 井波正人、PUFFY / 作曲 - 井波正人、本谷勝正 / 編曲 -  / 歌 - PUFFY
『青いリンゴ』（キャンプの恐怖）
作詞 - PUFFY / 作曲 - 八熊慎一 / 編曲 - SPARKS GO GO / 歌 - PUFFY
『V.A.C.A.T.I.O.N.』（おまけ全部あつめろ！、つめとぎ大好き）
作詞・作曲・編曲 - 小西康陽 / 歌 - 吉村由美
『パフィー de ルンバ』（ジャニスにジェラシー）
作詞 - PUFFY / 作曲 - 田村依子 / 編曲 - 笹路正徳 / 歌 - PUFFY
『Honey』（ロックの怪人）
作詞 - 大貫亜美 / 作曲・編曲 - Andy Sturmer / 歌 - PUFFY
『カッコマン・ブギ』（新聞を回収せよ）
作詞 - 奥山恍伸 / 作曲 - 宇崎竜童 / 編曲 - 奥田民生 / 歌 - PUFFY
『とくするからだ』（買い物しまくり）
作詞・作曲 - 奥田民生 / 編曲 -  / 歌 - PUFFY

## ゲーム
ディースリー・パブリッシャーより、2005年にゲームボーイアドバンス版『Hi Hi Puffy AmiYumi: Kaznapped!』が、2006年にニンテンドーDS版『Hi Hi Puffy AmiYumi: The Genie and the Amp』が発売。日本ではゲームボーイアドバンス版が『ハイ! ハイ! パフィー★アミユミ』として、2005年12月22日に発売された。